# John Ronald Shafto Adair
John Ronald Shafto "Ron" Adair OBE (22 de mayo de 1893 – 27 de junio de 1960) fue un aviador, oficial del ejército y hombre de negocios australiano. En reconocimiento a su servicio a la aviación, Adair fue nombrado Oficial de la Orden del Imperio Británico en 1955.

## Primeros años de vida
John Ronald Shafto Adair nació el 22 de mayo de 1893 en Maryborough, Queensland, de una pareja nacida en Victoria, John Hamilton Adair, un topógrafo y Constance Ada (de soltera Smith), ama de casa. Fue educado en la escuela secundaria de Maryborough.

## Carrera

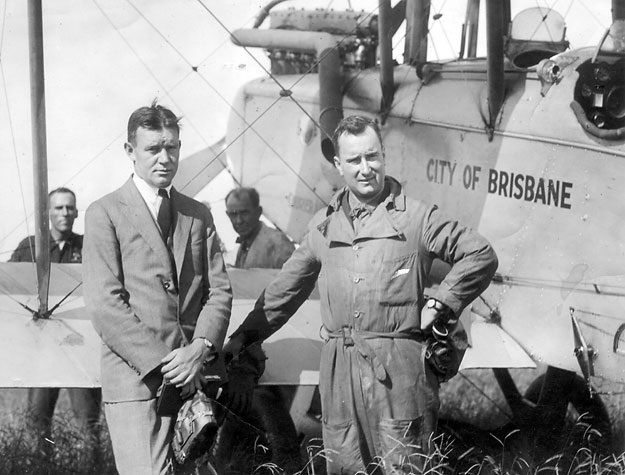
Ron Adair (derecha) con Edgar Johnston, alrededor de 1926

Después de completar su aprendizaje de ingeniería, Adair se ofreció como voluntario para la Primera Guerra Mundial y se unió a las Fuerzas Militares Australianas, alcanzando el rango de sargento. El 21 de febrero de 1916, Adair se alistó en la Fuerza Imperial Australiana (AIF) y sirvió como maquinista en el Escuadrón n.º 1 del Cuerpo Volador Australiano.  Al llegar a Egipto en abril de 1916, fue reclasificado como mecánico aéreo siete meses después, en noviembre de 1916. Después de completar su entrenamiento de piloto en febrero de 1918, Adair se reincorporó a los miembros originales de su escuadrón y posteriormente fue ascendido al rango de teniente un mes después. El 29 de septiembre del mismo año rescindió su contrato con la AIF.
Adair mostró una habilidad aeronáutica excepcional durante su carrera como piloto comercial; en 1928, aterrizó con seguridad un avión Avro Avian incluso después de que se le cayera el motor. El 28 de marzo de 1928 fundó su primera aerolínea comercial, Aircrafts Pty. Limitado. [sic]   Adair también fundó Queensland Airlines (más tarde parte de Ansett-ANA), una aerolínea de carga y pasajeros.

## Vida personal
El 10 de febrero de 1919, cuando todavía estaba en el ejército, Adair se casó con Rose Ethel Ellis en el consulado británico en El Cairo. Tuvieron un hijo (Isidore Ronald Shafto Adair 1920-1988). Ellis solicitó el divorcio algún tiempo después. El 16 de enero de 1937 se casó con la divorciada Bertha Ella (de soltera Savery, fallecida Kither), en la iglesia presbiteriana de San Andrés.

## Muerte
El 27 de junio de 1960, Adair murió de un ataque cardíaco provocado por una oclusión coronaria en Ascot, Queensland. Fue incinerado con ritos anglicanos.